# SESTD1
SESTD1‏ (SEC14 and spectrin domain containing 1) هوَ بروتين يُشَفر بواسطة جين SESTD1 في الإنسان.